# Хэган, Клифф
Клиффорд Олдем «Клифф» Хэган (англ. Clifford Oldham "Cliff" Hagan; род. 9 декабря 1931 года в Оуэнсборо, штат Кентукки, США) — американский профессиональный баскетболист и тренер. В 1951 году он стал чемпионом NCAA в составе команды «Кентукки Уайлдкэтс», а в 1958 году чемпионом НБА в составе клуба «Сент-Луис Хокс». Член Зала славы баскетбола с 1978 года.

## Карьера игрока
Играл на позиции лёгкого форварда. Учился в Кентуккийском университете, в 1953 году был выбран на драфте НБА под 24-м номером командой «Бостон Селтикс», однако не провёл за этот клуб ни одного матча, вернувшись играть за команду родного университета «Кентукки Уайлдкэтс», несмотря на то, что уже закончил в нём своё обучение. Позже выступал за команды «Сент-Луис Хокс» и «Даллас Чеперрелс» (АБА). Всего в НБА провёл 10 сезонов. В сезоне 1957/1958 годов Хэган стал чемпионом НБА в составе «Хокс», где играл вместе с Бобом Петтитом под руководством Алекса Ханнума. Пять раз принимал участие в матче всех звёзд НБА (1958—1962). Два раза включался во 2-ю сборную всех звёзд НБА (1958—1959). В 1951 году Хэган стал чемпионом Национальной ассоциации студенческого спорта (NCAA). Два раза включался в 1-ю всеамериканскую сборную NCAA (1952, 1954). В 1978 году был включён в Зал славы баскетбола. Всего за карьеру в НБА сыграл 745 игр, в которых набрал 13 447 очков (в среднем 18,0 за игру), сделал 5116 подборов и 2242 передачи.
Последние три сезона своей профессиональной карьеры Хэган провёл в АБА, выступая за клуб «Даллас Чеперрелс», за который сыграл 94 игры, в которых набрал 1423 очка (в среднем 15,1 за игру), совершил 439 подборов и сделал 404 передачи. В 1968 году принимал участие в матче всех звёзд АБА, став первым баскетболистом в истории, сыгравшем в матче всех звёзд в обоих чемпионатах — НБА и АБА.

## Карьера тренера
После завершения карьеры игрока Хэган тренировал клуб «Даллас Чеперрелс» (1967—1970), выступавший в Американской баскетбольной ассоциации, являясь играющим тренером команды, которую первые два сезона выводил в плей-офф, где его команда один раз уступала в первом же раунде и один раз доходила до финала Западного Дивизиона. В последнем сезоне, сыграв всего три игры, сосредоточился только на тренерской работе, однако был уволен со своего поста в середине чемпионата, хотя у его команды был на тот момент положительный баланс побед и поражений (22—21).

## Статистика

### Статистика в НБА
| Сезон                                                                                    | Команда        | Регулярный сезон | Регулярный сезон | Регулярный сезон | Регулярный сезон | Регулярный сезон | Регулярный сезон | Регулярный сезон | Регулярный сезон | Регулярный сезон | Регулярный сезон | Регулярный сезон | Серия плей-офф | Серия плей-офф | Серия плей-офф | Серия плей-офф | Серия плей-офф | Серия плей-офф | Серия плей-офф | Серия плей-офф | Серия плей-офф | Серия плей-офф | Серия плей-офф |
| Сезон                                                                                    | Команда        | GP               | GS               | MPG              | FG%              | 3P%              | FT%              | RPG              | APG              | SPG              | BPG              | PPG              | GP             | GS             | MPG            | FG%            | 3P%            | FT%            | RPG            | APG            | SPG            | BPG            | PPG            |
| ---------------------------------------------------------------------------------------- | -------------- | ---------------- | ---------------- | ---------------- | ---------------- | ---------------- | ---------------- | ---------------- | ---------------- | ---------------- | ---------------- | ---------------- | -------------- | -------------- | -------------- | -------------- | -------------- | -------------- | -------------- | -------------- | -------------- | -------------- | -------------- |
| 1956/57                                                                                  | Сент-Луис Хокс | 67               | -                | 14,5             | 36,1             | -                | 69,0             | 3,7              | 1,3              | -                | -                | 5,5              | 10             | -              | 31,9           | 43,4           | -              | 73,0           | 11,2           | 2,8            | -              | -              | 17,0           |
| 1957/58                                                                                  | Сент-Луис Хокс | 70               | -                | 31,3             | 44,3             | -                | 76,8             | 10,1             | 2,5              | -                | -                | 19,9             | 11             | -              | 38,0           | 50,2           | -              | 83,8           | 10,5           | 3,4            | -              | -              | 27,7           |
| 1958/59                                                                                  | Сент-Луис Хокс | 72               | -                | 37,5             | 45,6             | -                | 77,4             | 10,9             | 3,4              | -                | -                | 23,7             | 6              | -              | 43,2           | 51,2           | -              | 83,3           | 12,0           | 2,7            | -              | -              | 28,5           |
| 1959/60                                                                                  | Сент-Луис Хокс | 75               | -                | 37,3             | 46,4             | -                | 80,3             | 10,7             | 4,0              | -                | -                | 24,8             | 14             | -              | 38,9           | 42,2           | -              | 81,7           | 9,9            | 3,9            | -              | -              | 24,2           |
| 1960/61                                                                                  | Сент-Луис Хокс | 77               | -                | 35,1             | 44,4             | -                | 82,0             | 9,3              | 4,9              | -                | -                | 22,1             | 12             | -              | 37,9           | 44,3           | -              | 81,2           | 9,8            | 4,5            | -              | -              | 22,0           |
| 1961/62                                                                                  | Сент-Луис Хокс | 77               | -                | 36,2             | 47,0             | -                | 82,5             | 8,2              | 4,8              | -                | -                | 22,9             | Не участвовал  | Не участвовал  | Не участвовал  | Не участвовал  | Не участвовал  | Не участвовал  | Не участвовал  | Не участвовал  | Не участвовал  | Не участвовал  | Не участвовал  |
| 1962/63                                                                                  | Сент-Луис Хокс | 79               | -                | 21,7             | 46,5             | -                | 80,0             | 4,3              | 2,4              | -                | -                | 15,5             | 11             | -              | 23,2           | 46,4           | -              | 69,8           | 5,0            | 3,1            | -              | -              | 18,5           |
| 1963/64                                                                                  | Сент-Луис Хокс | 77               | -                | 29,6             | 44,7             | -                | 81,3             | 4,9              | 2,5              | -                | -                | 18,4             | 12             | -              | 32,7           | 42,9           | -              | 83,3           | 6,2            | 4,8            | -              | -              | 16,3           |
| 1964/65                                                                                  | Сент-Луис Хокс | 77               | -                | 22,6             | 43,6             | -                | 79,9             | 3,6              | 1,8              | -                | -                | 13,0             | 4              | -              | 30,8           | 45,3           | -              | 50,0           | 6,5            | 1,8            | -              | -              | 18,5           |
| 1965/66                                                                                  | Сент-Луис Хокс | 74               | -                | 25,0             | 44,5             | -                | 85,4             | 3,2              | 2,2              | -                | -                | 13,7             | 10             | -              | 20,0           | 45,4           | -              | 92,6           | 3,4            | 1,8            | -              | -              | 11,3           |
|                                                                                          | Всего          | 745              | -                | 29,2             | 45,0             | -                | 79,8             | 6,9              | 3,0              | -                | -                | 18,0             | 90             | -              | 32,9           | 45,4           | -              | 80,0           | 8,3            | 3,4            | -              | -              | 20,4           |
| Наведите курсор мыши на аббревиатуры в заголовке таблицы, чтобы прочесть их расшифровку. |                |                  |                  |                  |                  |                  |                  |                  |                  |                  |                  |                  |                |                |                |                |                |                |                |                |                |                |                |